# Delporte (cratère)
Pour les articles homonymes, voir Delporte.
Delporte est un cratère lunaire situé sur la face cachée de la Lune.
Le cratère Delporte est situé au nord-ouest de l'immense cratère Fermi. Le bord de ce cratère est à peine usé. Il n'est pas tout à fait circulaire et le bord est quelque peu inégal.
En 1970, l'Union astronomique internationale a donné le nom de l'astronome belge Eugène Joseph Delporte à ce cratère lunaire.